# Chen Fake

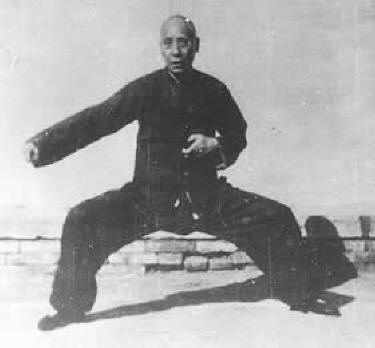
Chen Fake

Chen Fake (chinesisch 陳發科 / 陈发科, Pinyin Chén Fākē, W.-G. Ch’en Fa-k’e; * 1887; † 1957, China) 17. Generation der Chen-Familie in Chenjiagou, Henan, Volksrepublik China, einer der größten Meister des Chen-Stils der inneren Kampfkunst Taijiquan. Ging 1928 nach Peking, wo er bis zu seinem Tod lebte und durch seinen Unterricht erstmals den reinen Chen-Stil einer breiteren Öffentlichkeit bekannt machte (nachdem Taijiquan bereits durch Yang Luchan in Peking bekannt war).
Durch seine Weiterentwicklung der zwei Formen des „Alten Rahmens“ Laojia von Chen Changxing entstanden die Formen, die heute als Xinjia „Neuer Rahmen“ bekannt sind.
Chen Fake war als Kind schwächlich und krank. Niemand rechnete damit, dass aus ihm je ein großer Meister würde. Dies machte ihn traurig, und er beschloss, dass er sich des Erbes seiner Familie als würdig erweisen würde. So erlegte er sich selbst ein extrem hartes Übungsprogramm auf und wurde mit der Zeit zum größten Kämpfer seiner Zeit und zu einem leuchtenden Vorbild für den Begriff des Wude, der kriegerischen Tugend. Er war weithin berühmt, nicht nur für seine Unbesiegbarkeit in zahlreichen Herausforderungen, sondern auch für seine Integrität und Ehrgefühl.
Sein Sohn Chen Zhaoxu ist der Vater des heutigen Großmeisters und Hauptvertreters des Chen-Stils Chen Xiaowang. Chen Zhaoxu selber galt bereits früh als sehr stark, wurde dann nachlässig, musizierte lieber als zu trainieren, und so kam es, dass er einmal aus einem Angriff nicht siegreich hervorging. Er beklagte sich bei seinem Vater Chen Fake, der über seinen aus der Bahn geratenen Sohn aufgebracht war und ihm einen Stoß versetzte, dass dieser angeblich auf eine drei Meter hohe Mauer flog. Beschämt über diesen Vorfall, zog sich Chen Zhaoxu drei Jahre lang zu intensivem Training in vollständige Abgeschiedenheit zurück. So konnte er später seinen Herausforderer in einer Revanche besiegen.
Chen Fakes anderer Sohn, Chen Zhaokui, sowie sein Neffe Chen Zhaopi wurden große Meister, die besonders zur Verbreitung des Chen-Stils in China beitrugen. Diese beiden waren auch die hauptsächlichen Lehrer des heutigen Großmeisters Chen Xiaowang.

## Schüler Chen Fakes
Zu den wichtigsten Schülern Chen Fakes (陈发科) zählen:
- Feng Zhiqiang (冯志强) 1928–2012
- Tian Xiuchen (田秀臣) 1917–1984
- Hong Junsheng (洪均生) 1906–1996
- Chen Zhaokui (陈照奎) 1928–1981
- Chen Zhaoxu (陈照旭) 1911–1960
- Chen Zhaopi (陈照丕) 1893–1972